# Smith Island, Nunavut (Jones Sound)
Smith Island är en ö i Kanada.   Den ligger i territoriet Nunavut, i den nordöstra delen av landet, 3 400 km norr om huvudstaden Ottawa. Arean är 20,0 kvadratkilometer.
Terrängen på Smith Island är kuperad. Öns högsta punkt är 602 meter över havet. Den sträcker sig 5,0 kilometer i nord-sydlig riktning, och 6,9 kilometer i öst-västlig riktning.